# Marco Antonio Verni
Marco Antonio Verni, född 27 februari 1976, är en friidrottare från Chile. Han deltog vid olympiska sommarspelen 2004 och olympiska sommarspelen 2008.